# 庫切沃

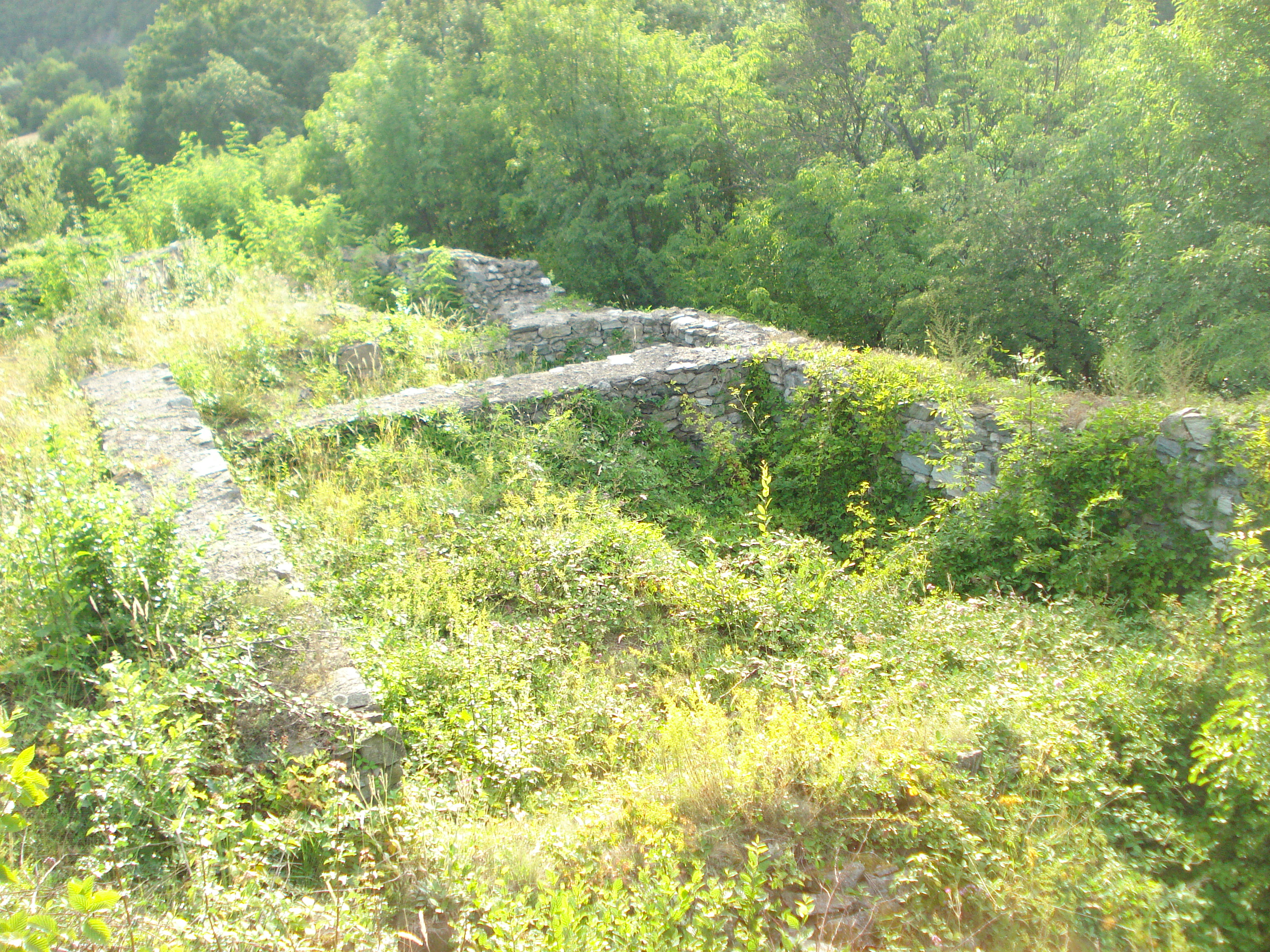

庫切沃是塞爾維亞的城鎮，由布蘭尼切夫州負責管轄，位於該國東部，面積721平方公里，海拔高度156米，該鎮的塞爾維亞人在十五世紀時被土耳其人逐出該鎮，2011年人口3,950。